# Şəhadət
Şəhadət è un comune dell'Azerbaigian situato nel distretto di Göyçay. Conta una popolazione di 1 747 abitanti.